# Lämershagen-Gräfinghagen

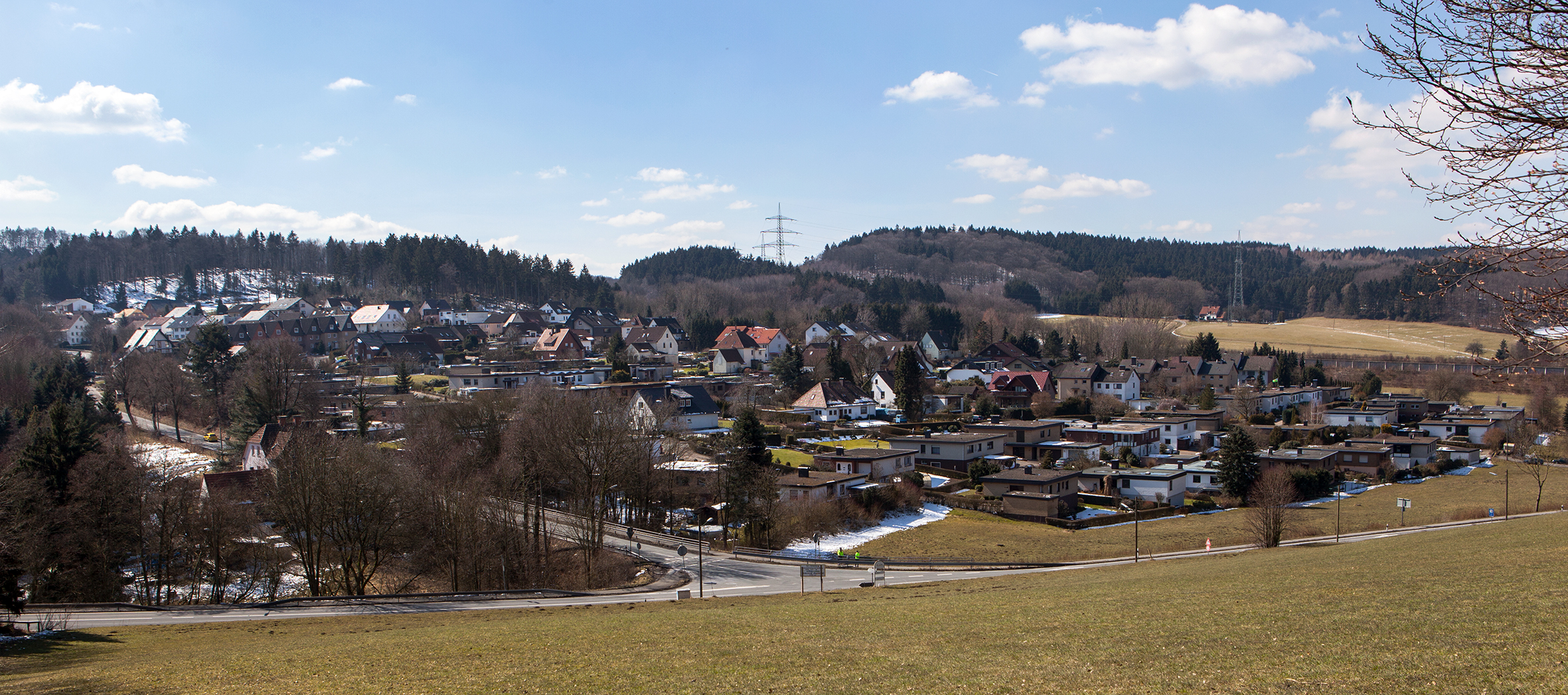
Lämershagen, Ansicht von Nordwesten

Lämershagen-Gräfinghagen ist ein Ortsteil der Stadt Bielefeld in Nordrhein-Westfalen und gehört zum Stadtbezirk Stieghorst. Bis 1972 war Lämershagen-Gräfinghagen eine eigenständige Gemeinde im Amt Heepen des Kreises Bielefeld.

## Geografie
Die Stadt Bielefeld ist unterhalb der zehn Bezirke nicht weiter in administrative oder politische Einheiten gegliedert. Stadtteile sind in Bielefeld daher nur informelle Teilgebiete, deren Abgrenzung sich meist auf das Gebiet einer Altgemeinde bezieht. Zu statistischen Zwecken ist Bielefeld jedoch in 72 „statistische Bezirke“ eingeteilt. Die Altgemeinde Lämershagen-Gräfinghagen gehört heute zum statistischen Bezirk 60 Ubbedissen/Lämershagen.
Lämershagen-Gräfinghagen liegt im Osten von Bielefeld an einem Pass über den Teutoburger Wald und grenzt an die Bielefelder Stadtteile Sennestadt, Senne, Stieghorst, Hillegossen und Ubbedissen sowie an die lippische Stadt Oerlinghausen. Der Fernwanderweg Hermannsweg führt parallel zum Hauptkamm des Teutoburger Waldes durch den Ortsteil. Große Teile von Lämershagen-Gräfinghagen sind bewaldet.

## Geschichte
Lämershagen und Gräfinghagen sind zwei alte Bauerschaften, die zur Vogtei Heepen im Amt Sparrenberg der Grafschaft Ravensberg gehörten. Eine für den westfälischen Raum ungewöhnliche Besonderheit war, dass beide Bauerschaften bis zur Mitte des 19. Jahrhunderts nicht ins Kirchspiel Heepen, sondern ins Kirchspiel Oerlinghausen eingepfarrt waren, obwohl Oerlinghausen selber seit jeher zum Fürstentum Lippe gehörte.  In der Napoleonischen Zeit gehörten die beiden Bauerschaften von 1807 bis 1813 zum Kanton Heepen im Königreich Westphalen. Seit 1816 gehörten sie zum Kreis Bielefeld. Im Rahmen der Einführung der Westfälischen Landgemeindeordnung wurden Lämershagen und Gräfinghagen 1843 zu einer Gemeinde im Amt Heepen des Kreises Bielefeld zusammengefasst. Während Gräfinghagen bis heute eine rein landwirtschaftlich geprägte Streusiedlung geblieben ist, hat sich im 20. Jahrhundert in Lämershagen rund um die Wrachtruper Straße ein geschlossenes Wohngebiet entwickelt.
Mit Wirkung vom 1. Januar 1973 erfolgte durch das Bielefeld-Gesetz vom 24. Oktober 1972 der Zusammenschluss der Stadt Bielefeld mit den Städten und Gemeinden des Kreises Bielefeld, wodurch auch Lämershagen-Gräfinghagen zu Bielefeld kam. Das Amt Heepen wurde aufgelöst, seine Rechtsnachfolgerin wurde die Stadt Bielefeld. Lämershagen und Gräfinghagen gehören seitdem zum Bielefelder Stadtbezirk Stieghorst. Die Flächen der ehemaligen Gemeinde Lämershagen-Gräfinghagen, die südlich des Hauptkammes des Teutoburger Wald lagen, gehören seit 1973 zum Stadtbezirk Sennestadt.

### Einwohnerentwicklung
| Jahr | Einwohner | Quelle |
| ---- | --------- | ------ |
| 1799 | 000469 1) | [ 6 ]  |
| 1822 | 000638 2) | [ 7 ]  |
| 1843 | 000776 3) | [ 8 ]  |
| 1864 | 0801      | [ 9 ]  |
| 1885 | 0713      | [ 10 ] |
| 1910 | 0766      | [ 11 ] |
| 1939 | 0856      | [ 12 ] |
| 1950 | 1180      | [ 13 ] |
| 1961 | 1121      | [ 4 ]  |
| 1966 | 1087      | [ 14 ] |
| 1970 | 1085      | [ 4 ]  |
| 1972 | 1056      | [ 15 ] |
| 2008 | 0970      | [ 16 ] |

## Bildung
In Lämershagen gibt es eine Kindertagesstätte.

## Sehenswürdigkeiten
Auf der Hünensaut genannten Kuppe des Lewenbergs oberhalb des Wandwegs in Lämershagen befinden sich Reste der Wallanlagen der Löwenburg. Die Löwenburg war eine im Hochmittelalter angelegte und sehr schnell wieder zerstörte Wallburg. Ihr Name bezieht sich auf Heinrich den Löwen.
Der nördliche Teil des 2017 entdeckten Römerlagers Bielefeld-Sennestadt befindet sich auf dem Gebiet von Lämershagen-Gräfinghagen. Das Lager war ein Marschlager, das Römer in der Zeit um Christi Geburt südlich des Hauptkammes des Teutoburger Waldes angelegt hatten.

## Verkehr
In Höhe von Lämershagen quert die Bundesautobahn 2 den Teutoburger Wald; dieser Pass wird im Volksmund Bielefelder Berg genannt. Die Lämershagener Straße, die von Hillegossen über Lämershagen nach Sennestadt führt, ist ebenfalls eine Passstraße über den Teutoburger Wald. In den öffentlichen Nahverkehr ist Lämershagen durch die Buslinien 34 (Sieker Stadtbahn–Lämershagen–Gräfinghagen-Oerlinghausen) und die Linie 30 (Teilstrecke Stieghorst-Hillegossen-Lämershagen-Sennestadt) eingebunden.